# In C
In C er et aleatorisk musikstykke komponeret af Terry Riley i 1964 for et hvilket som helst antal mennesker, selv om han foreslår "en gruppe på omkring 35 er ønskeligt, men mindre eller større grupper kan bruges". Det er en reaktion på den abstrakte akademiske serialist teknikker, der anvendes af komponister i midten af det tyvende århundrede, In C er ofte nævnt som den første minimalistiske komposition. 

## Teknik
In C består af 53 korte, nummererede musikalske fraser; hver frase kan gentages et vilkårligt antal gange. Hver musiker har kontrol over, hvilke frase han eller hun spiller: aktørerne opfordres til at starte på forskellige tidspunkter, selvom de spiller på den samme frase. Musikstykket udføres således, at det musikalske ensemble bør forsøge at holde sig inden for to til tre fraser af hinanden. Fraserne skal spilles i rækkefølge, selv om nogle kan springes over. Som beskrevet i nogle udgaver af partituret, er sædvane for en musiker (”traditionelt … en smuk pige," noterer Riley) at spille noden C (i oktaver) i gentagne ottendedels noder. Dette fungerer som en metronom og omtales som "The Pulse". 
In C har ikke en bestemt varighed; optræden kan vare så lidt som femten minutter eller så længe flere timer, selv om Riley angiver "optræden har normalt et gennemsnit mellem 45 minutter og halvanden time." Antallet af kunstnere kan også variere mellem to opførelser. Den originale optagelse af musikstykket blev udført af 11 musikere (gennem overdubbing, snesevis instrumenter blev udnyttet), mens en udførelse i 2006 i Walt Disney Concert Hall brugte 124 musikere. 
Stykket begynder med en c-dur-akkord. (frase 1 til 13) I begyndelsen med en stærk betoning af medianten e og en introduktion af noden f. I frase 14 dukker der for første gang et fortegn op: fis. Stykket ser altså ud til at have moduleret mod g-dur. Dog på den anden side er der i fraserne 22 til 26 en sekundfølge fra e til h (e-fis-g-a-h), hvilket kan tolkes som såvel e-mol-akkord, men også som en g7 med manglende kvint. I frase 28 forekommer for sidste gang et fis, før der i frase 29 på ny dukker en c-dur-akkord op. Frase 35 er i sammenligning med alle andre fraser tonalt ubestemmelig, da der forekommer både et fis og et b. Til frase 48 forbliver stykket imidlertid i c, indtil det i frase 49 modulerer mod f-dur ved det opdukkende b. Fra frase 50 til slutningen (53) forekommer kun tonerne f-g-b, hvad der egentlig kan tydes som en g7-akkord med udelukkelse af kvinten d. Det må dog ikke glemmes at "pulsen" til stadighed løber med og er til stede i baggrunden: altså oktaven på c.
Det polyfone samspil mellem de forskellige fraser i forhold til hinanden og sig selv i forskellige rytmiske uregelmæssigheder er af primær interesse. Musikstykket kan betragtes som heterofoni.

## Ekstern henvisning
- Lyt til In C her på YouTube